# 秀和永田町TBRビル
秀和永田町TBRビル（しゅうわながたちょうティービーアールビル）はかつて東京都千代田区に存在したテナントビル。略称はTBRビル。その跡地は現在「アパホテル国会議事堂前駅前」となっている。

## 概要
1965年に建設されたビルで、地上11階・地下2階となっていた。国会議事堂から西側に坂を下った首相官邸のはす向かいに位置しており、議事堂から約200メートル、徒歩数分という場所にあった。
401号室に竹下登の個人事務所が置かれていたのを始め、竹下派幹部である梶山静六や渡部恒三、小渕恵三のほか、加藤紘一らも事務所を置いていた。竹下派全盛時代には政官財の要人による訪問が途切れず、 金丸信事務所があった「パレロワイヤル」、小沢一郎が入居していた「十全ビル」の3つのビルを合わせて「権力のトライアングル」とも呼ばれていた。
1994年には竹下派の跡を継いだ小渕派である平成研究会の事務所が砂防会館からTBRビルに移転した。2000年に竹下が死去してからは、竹下の個人事務所は青木幹雄の個人事務所となった。
リクルート事件ではTBRビルにある藤波孝生の個人事務所が金品受領の現場となった。
2008年に前年の2007年から所有者となっていたスルガコーポレーションにより解体計画が水面下で進行しているとの報道されたが、計画は進まず、スルガコーポレーションは2012年に売却した。

### 解体後
2016年に跡地を取得したアパグループが、取得費用と合わせて200億円をかけたフラッグシップホテルを建設。2019年に開業した。

## 関連書籍
- 松田賢弥『逆臣青木幹雄』講談社、2008年6月27日。ASIN 406214445X。ISBN 978-4-06-214445-2。 NCID BA86552423。OCLC 675638470。全国書誌番号:21457926。